# 都亭乡
都亭乡，是中华人民共和国河北省保定市唐县下辖的一个乡镇级行政单位。

## 行政区划
都亭乡下辖以下地区：
东都亭村、白塔村、李家庄村、南都亭村、西都亭村、北都亭村、宗高和村、宋高和村、杨高和村、西口底村、张口底村、王口底村、东口底村、李城涧村和杨城涧村。